# Lijst van spelers van Viking FK
Deze lijst omvat voetballers die bij de Noorse voetbalclub Viking FK spelen of gespeeld hebben. De spelers zijn alfabetisch gerangschikt.

## A
- Henning Aamodt
- Vegard Aanestad
- Leif Aarøe
- Bjarte Aarsheim
- Gunnar Aase
- Ole Aasen
- Peter Abelsson
- Muhammad Akar
- Andreas Andersen
- Asle Andersen
- Bo Andersen
- Cato Andersen
- Harald Andersen
- Runar Andersen
- Sverre Andersen
- Vetle Andersen
- Björn Andersson
- Martin Andresen
- Henri Anier
- Pétur Arnþórsson
- Mattias Asper
- Iven Austbø
- Terje Austenå
- Joakim Austnes

## B
- Anthony Basso
- Søren Berg
- Tommy Bergersen
- Valon Berisha
- Veton Berisha
- Bjørn Berland
- Gunnar Berland
- Bjarne Berntsen
- Morten Berre
- Trond Bertelsen
- Birkir Bjarnason
- Johan Bjørdal
- Kåre Bjørnsen
- Rolf Bjørnsen
- Rolf Bjørnsen
- Per Blohm
- Jón Böðvarsson
- Lars Bohinen
- Allan Borgvardt
- Lars Gaute Bø
- Ingve Bøe
- Henrik Breimyr
- Tor Reidar Brekke

## C
- Nery Cardozo
- Osita Chikere
- Kent Christiansen
- Dag Christophersen

## D
- Ríkharður Daðason
- Bjørn Dahl
- André Danielsen
- William Danielsen
- Yann-Erik De Lanlay
- Ronny Deila
- Roy Dyrdal

## E
- Jóan Edmundsson
- Höskuldur Eiríksson
- Anbjørn Ekeland
- Trond Ekholdt
- Richard Ekunde
- Svein Enersen
- Odd Espevoll
- Vetle Estensen

## F
- Aslak Falch
- Edgar Falch
- Martin Fillo
- Svein Fjælberg
- Pål Fjelde
- Egil Fjetland
- Gunnstein Fjetland
- Magnus Flatestøl
- Christian Flindt-Bjerg
- Per Eik Forgaard
- Roger Føleide
- Erik Fuglestad

## G
- Allan Gaarde
- Alexander Gabrielsen
- Stefán Gíslason
- Rune Gjerde
- Reidar Goa
- Gary Goodchild
- Sandro Grande
- King Osei Gyan

## H
- Tonning Hammer
- Svein Hammerø
- Brede Hangeland
- Frode Hansen
- Jan Verner Hansen
- Kristoffer Haugen
- Tore Haugvaldstad
- Trond Heggestad
- Vestly Heigre
- Auðun Helgason
- Nils Ove Hellvik
- Per Henriksen
- Geir Herrem
- Per Holmberg
- Patrick Holtet
- Jørgen Horn
- Tommy Høiland
- Martin Hummervoll

## I
- Peter Ijeh
- Sverrir Ingason
- Patrik Ingelsten
- Reidar Instanes
- Gojko Ivkovic

## J
- Eirik Jakobsen
- Rune Jarstein
- Erik Johannessen
- Gaute Johannessen
- Karsten Johannessen
- Trygve Johannessen
- Kjell Jonevret
- Joackim Jørgensen

## K
- Toni Kallio
- Paul Kane
- Lennox Kanu
- Ulf Karlsen
- Josef Kaufman
- Håkon Kindervåg
- René Klingbeil
- Tommy Knarvik
- Martin Knudsen
- Arvid Knutsen
- Peter Kopteff
- Artur Kotenko
- Péter Kovács
- Magnus Kristensen
- Ronny Kristensen
- Anders Kristiansen
- Finn Krogh
- Toni Kuivasto
- Arthur Kvammen
- Reidar Kvammen
- Sverre Kvammen
- Bjørn Kvia
- Svein Kvia

## L
- Christian Landu
- Knut Larsen
- André Lindbæk
- Bernhard Lund
- Kjell Lundal
- Christoffer Lunde
- Trygve Lunde
- Fredric Lundqvist

## M
- Rasmus Martinsen
- Idar Mathiassen
- Bernt Mæland
- Rune Medalen
- Børre Meinseth
- Simen Melhus
- Øyvind Mellemstrand
- Torger Motland
- Robert Mumba
- Thomas Myhre

## N
- Erik Nevland
- Toni Nhleko
- Mame Niang
- Kristian Nicht
- Gunnar Nilsen
- Olav Nilsen
- Roger Nilsen
- Terje Nilsen
- Vidar Nisja
- Magnar Nordtun
- Trygve Nygaard

## O
- Frode Olsen
- Trond Olsen
- Alexander Ødegaard
- Jan Ørke
- Martin Ørnskov
- Arild Østbø
- Egil Østenstad
- Leo Skiri Østigård

## P
- Hans Edgar Paulsen
- Inge Paulsen
- Erik Pedersen
- Tord Pedersen
- Thomas Pereira
- Razak Pimpong

## R
- Jón Erling Ragnarsson
- Børge Rannestad
- Arild Ravndal
- Carl Henrik Refvik
- Isak Arne Refvik
- Åge Risanger
- Maurice Ross

## S
- Leif Salte
- Jone Samuelsen
- Tom Sanne
- Einar Sæbø
- Bengt Sæternes
- Kjell Schou-Andreassen
- Eirik Schulze
- Hannes Sigurðsson
- Indriði Sigurðsson
- Vegard Skogheim
- Håkon Skogseid
- Sigbjørn Slinning
- Leif Smerud
- Tore Snørteland
- A.J. Soares
- Tomasz Sokolowski
- Kenneth Sola
- Sander Solberg
- Thomas Solberg
- Trond Soltvedt
- Ragnvald Soma
- Kristian Sørli
- Gøran Sørloth
- Rune Stakkeland
- Børre Steenslid
- Kaj Stefansen
- Erik Stock
- Nikolai Stokholm
- Kenneth Storvik
- Benjamin Sulimani
- Otto Sundgot
- Knut Inge Svela
- Torbjørn Svendsen
- Øyvind Svenning
- Magnus Svensson
- Björn Sverrisson

## T
- Endre Tangen
- Erik Tangen
- Arndt Edgar Tellefsen
- Jørgen Tengesdal
- Steinþór Thorsteinsson
- Makhtar Thioune
- Erik Thorstvedt
- Hannu Tihinen
- Mads Timm
- Torgeir Torgersen
- Alf Tveit
- Jon Helge Tveita

## U
- Julian Uldal
- Egil Ulfstein

## V
- Inge Valen
- Andrius Velička
- Kristian Vesttun
- Viljar Vevatne
- Johannes Vold

## W
- Rhys Weston
- Ben Wright

Clubs: Aalesunds FK · Alta IF · SK Brann · Bryne FK ·  Fredrikstad FK · FK Haugesund · Hønefoss BK · Kongsvinger IL · Lillestrøm SK · FC Lyn Oslo · Molde FK · Moss FK · Odd Grenland · Rosenborg BK · Stabæk Fotball · IK Start · Strømsgodset IF · Tromsø IL · Vålerenga IF ·  Viking FK

Lijsten van voetballers van Noorse clubs: Aalesunds FK · Alta IF · SK Brann · Bryne FK · Fredrikstad FK · FK Haugesund · Hønefoss BK · Kongsvinger IL · Lillestrøm SK · FC Lyn Oslo · Molde FK · Moss FK · Odd Grenland · Rosenborg BK · Stabæk Fotball · IK Start · Strømsgodset IF · Tromsø IL · Vålerenga IF · Viking FK